# Матылицкая, Наталья Викторовна
Наталья Матыли́цкая (бел. Наталля Віктараўна Матыліцкая; род. 15 марта 1969 года, деревня Борки, Слуцкий район, Минская область, БССР) — исполнительница белорусских народных песен, фольклорист.

## Биография
Закончила Гресскую среднюю школу (1986), филологический факультет Белорусского государственного университета (1991), аспирантуру по специальности «фольклористика» Института искусствоведения, этнографии и фольклора Академии Наук Беларуси (1999). Исследует ареальную специфику календарных традиций Слуцкого района. Автор более 30 научных статей по теме диссертации.
Работала научным сотрудником Историко-культурного музея-заповедника «Заславль», заведующей отдела народного творчества Белорусского государственного музея народной архитектуры и быта.
С 2002 г. — преподаватель белорусской мифологии, фольклора и белорусского традиционного вокала Белорусского государственного университета культуры и искусств.
В 1991—1994 гг. — солистка фольклорного ансамбля «Ліцьвіны» («Литвины»). Приняла участие с сольными номерами (личные экспедиционные записи в родном Слуцком районе) в записи альбомов коллектива: «Галуб на чарэшні, галубка на вішні» («Голубь на черешне, голубка на вишне», 1992), «Неба і зямля»(«Небо и земля», 1994). Пасхальная (белор. Валачобная) песня в сольном исполнении «Да было ў Юр’я тры дачушкі» («Да было у Юрия три дочки»), записанная Матылицкой Н. і Берберовым В. в д. Белая Лужа Слуцкого р-на Минской области, представляет Беларусь в музыкальном компакт-альбоме «Музыка Восточной Европы» («Unblocked. Music of Eastern Europe», США, 1996).
Ведущая и исполнительница Первого международного фестиваля фольклора (Пинск-Минск, 1994), где награждена Дипломом «За сохранение художественной фольклорной традиции и самобытное исполнительское мастерство».
С 2002 г. вокалистка этно-шоу ансамбля «Юр’я» («Юрья»). Приняла участие в записи мультимедийных альбомов ансамбля — «Весначуха» (2-е изд., 2004), «Калі-чакра»(2006).
Записала свой первый сольный альбом «Пчолачка»(2006).
С фольклорным ансамблем «RADA» в 2008 г. записала альбом «Пяршак» («Первак»).
Лауреатка I Степени в номинации «Сольное исполнение» на Международных фестивалях фольклора «Сибирские родники» в г. Тюмень (2015, 2018).
Есть дочь. Проживает в Минске.

## Творчество
Участница международных и республиканских фестивалей: «Звените, звените гусли» («Skamba, skamba kankles», Вильнюс, 1992, 2005), «Великое княжество Литовское» («Velkie Ksienstvo Litevskie», «Варшава, 1993), Славянский базар»(Витебск, 2002), «Транскрипция»(Варшава, 2002), теле-фестиваля "На перекрёстках Европы " (Минск, 2002), «Музыка праздника»(«Muzyka cwiata», Варшава, 2002), «Фольки»(«Folki», Белосток, 2003), ведущая и исполнительница на фестивале современного фольклора «Таўкачыкі» (Минск — Любань, 2004; 2008, 2014 (Минск) «Урочиско»(«Uroczysko», Супрасль, 2008) и др.
Сольно представляла Беларусь среди 15 стран Европы на 29-м международном фольклорном фестивале Европейского Вещательного Союза «Еврофолк» (Москва, 2008).
Песенное исполнение Натальи Матылицкой приближено к аутентичному. Репертуар составляют самые архаические образцы белорусского фольклора (календарно-обрядовые песни: весенние «Да ярыласа пчолачка», «Я скакала-плясала», купальские «Да сядзела Купаля на плоця», «У нас сягоння Купала», жатвенные «Закурыў, задыміў сілен дробен дожджык»,"Да пайду я дарогаю" и др. Из семейно-обрядных в репертуаре — свадебные («Ой, кляновы лісточак», «Каб я знала ды я ведала», «На ряцэ-ряцэ»). Из необрядного фольклора — баллады («Балада пра явар і бярозу»), песни любовной лирики («Ой, у лузе-лузе»), духовныя песни («Песня аб страшным судзе»).
Многие произведения из репертуара Натальи Матылицкой — её личные экспедиционные записи в Слуцком, Копыльском и Любанском районах.
Сценические костюмы певицы — Ляховичский (аутентичный) и Слуцкий (реконструкция аутентичного костюма).
Наталья Матылицкая исследует региональную специфику календарного фольклора Слуцкого микрорегиона. Как в науке, так и в творчестве её интересует самобытность песенных традиций разных регионов Беларуси.

### Дискография
- «Галуб на чарэшні, галубка на вішні» («Голубь на черешне, голубка на вишне», 1992) — в составе группы «Ліцьвіны»
- «Неба і зямля»(«Небо и земля», 1994) — в составе группы «Ліцьвіны»
- «Весначуха» (2-е изд., 2004) — в составе группы «Юр’я»
- «Калі-чакра»(2006) — в составе группы «Юр’я»
- «Пчолачка»(2006)
- «Пяршак» («Первак», 2008) — в составе группы «RADA»